# Chi Cá bống
Chi Cá bống (tên khoa học Gobius) là một chi cá thuộc họ Cá bống trắng. Chúng bao hàm những loài cá bống điển hình, trở thành chi điển hình của phân họ cùng tên, họ cùng tên cũng như phân bộ cùng tên.

## Danh sách loài
Chi Cá bống gồm các loài sau:
- Gobius ater - Cá bống Bellotti
- Gobius ateriformis
- Gobius auratus – Cá bống vàng
- Gobius bontii - Occasional-shrimp goby
- Gobius bucchichi – Cá bống Bucchich
- Gobius cobitis – Cá bống khổng lồ
- Gobius couchi - Cá bống Couch
- Gobius cruentatus - Cá bống miệng đỏ
- Gobius fallax - Cá bống Sarato
- Gobius gasteveni - Cá bống Steven
- Gobius geniporus - Cá bống thanh mảnh
- Gobius hypselosoma
- Gobius kolombatovici
- Gobius koseirensis
- Gobius leucomelas
- Gobius niger – Cá bống đen
- Gobius paganellus – Cá bống đá
- Gobius roulei - Cá bống Roule
- Gobius rubropunctatus
- Gobius scorteccii
- Gobius senegambiensis
- Gobius strictus - Cá bống Schmidt
- Gobius tetrophthalmus
- Gobius tropicus
- Gobius vittatus - Cá bống vằn
- Gobius xanthocephalus - Cá bống đầu vàng

## Hình ảnh

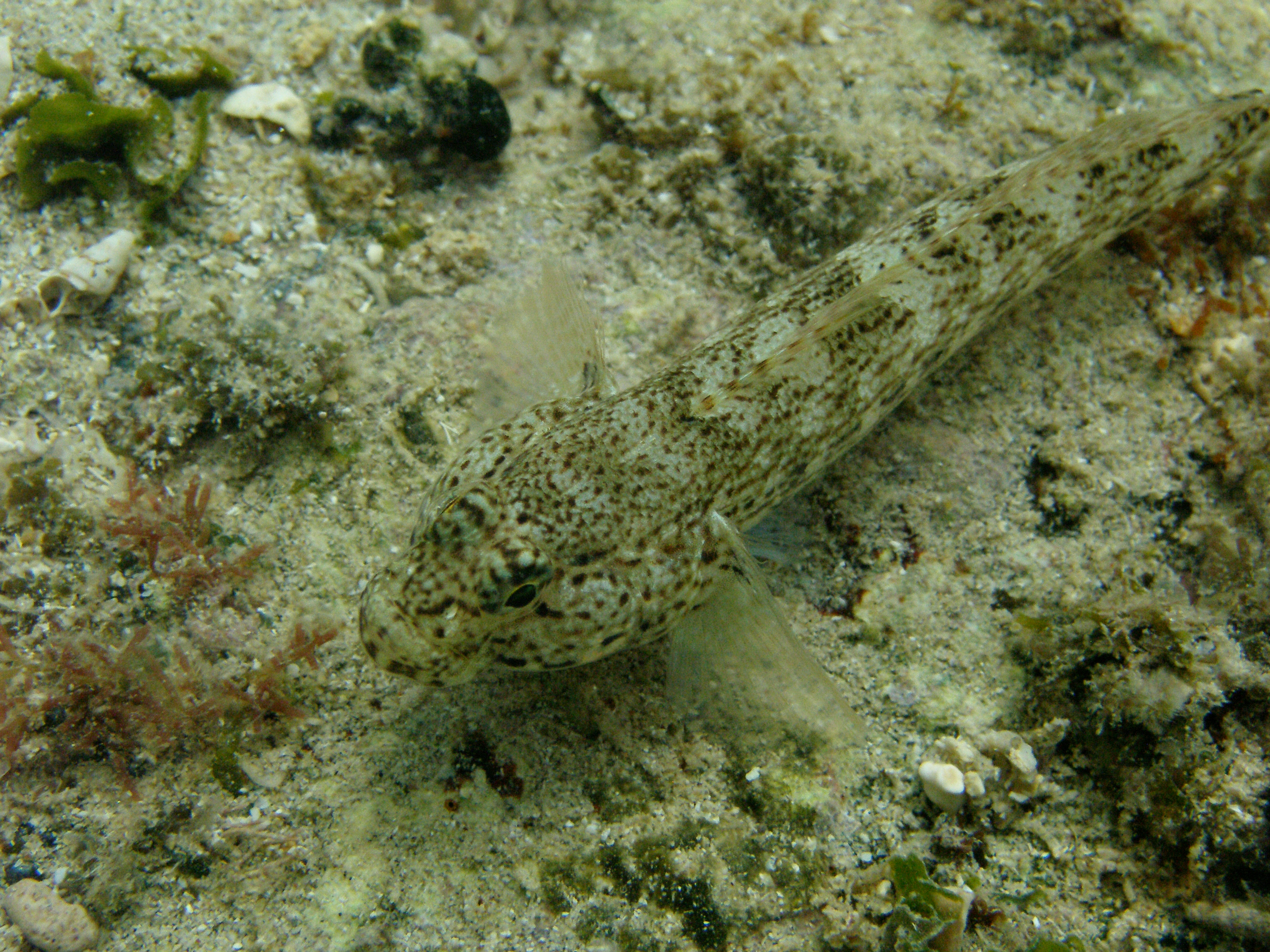
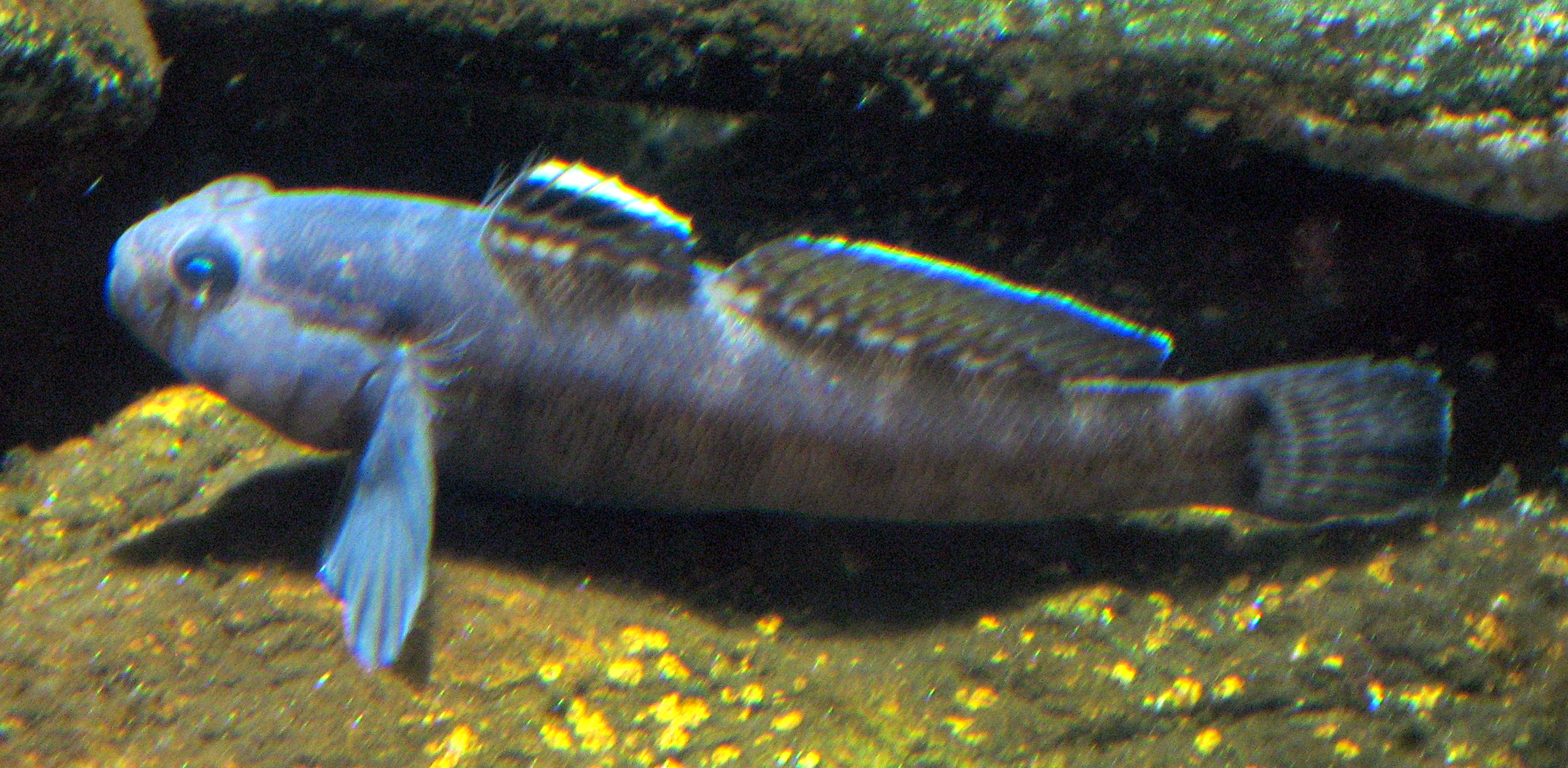
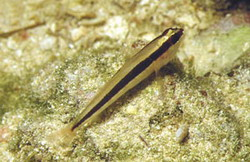
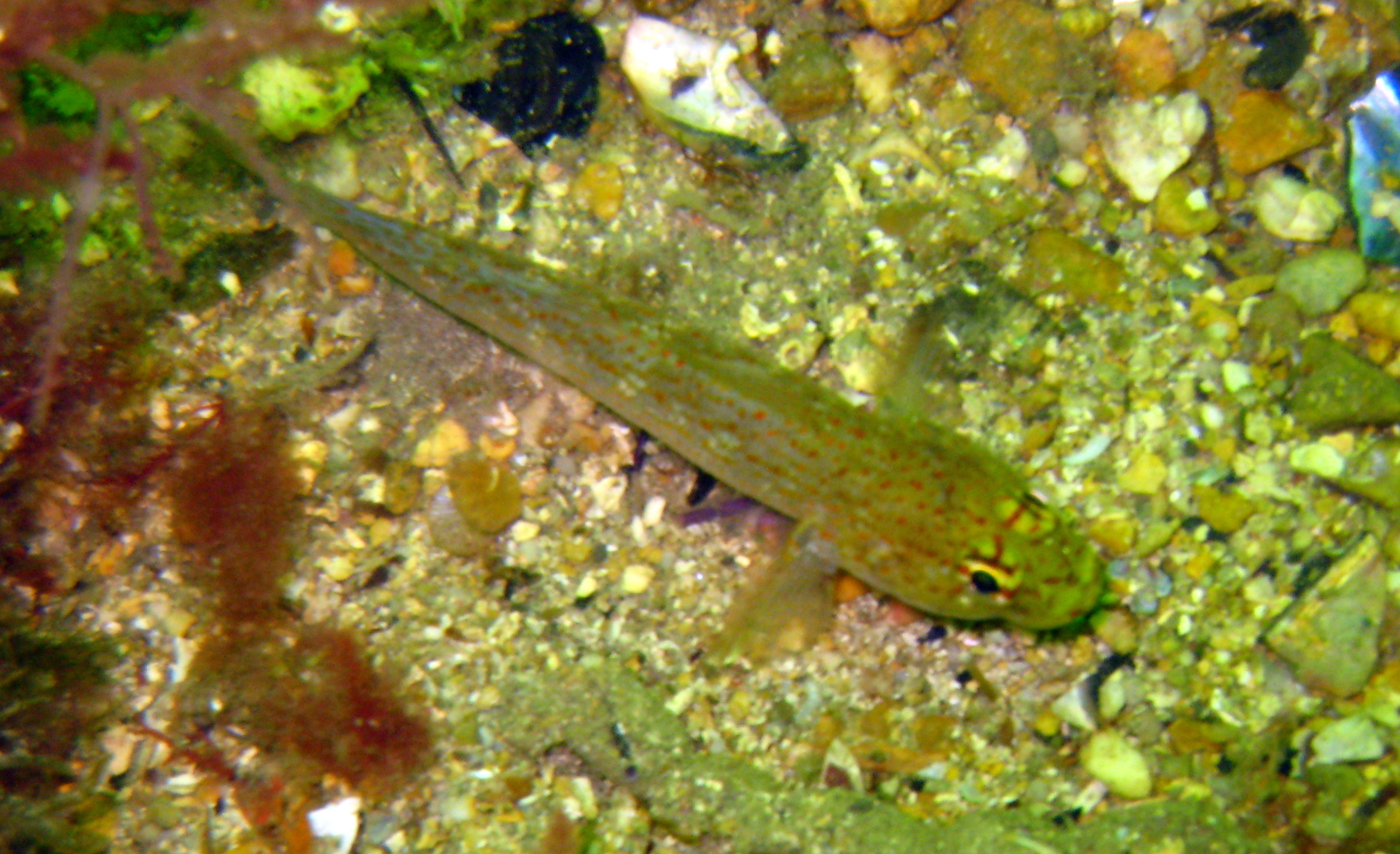